# Fogasfarkú szöcske
A fogasfarkú szöcske (Polysarcus denticauda) a fürgeszöcskék családjába tartozó, Európában és Nyugat-Ázsiában honos szöcskefaj.

## Megjelenése
A fogasfarkú szöcske testhossza a hímek esetében 27–47 mm, a nőstényeknél 28–45 mm, ehhez járul még a 15–25 mm-es tojócső. Nagy, vaskos testalkatú faj. Alapszíne fű-, sötét- vagy szürkészöld. Előfordulnak igen sötét, szinte fekete hímek, különösen nagy egyedsűrűség mellett. A hátán néha két világos csík fut végig. A torpajzs nyereg alakú (főleg a hímeknél) és oldalsó pereme világos. Sárga szárnya csökevényes, alig látszik ki a torpajzs alól. A hím második potrohszelvényének felső oldalán barna, szemölcsszerű mirigy található. A csápok rövidebbek a testhossznál. A hím meghosszabbodott szubgenitális lemeze feltűnően felfelé áll a két, egymáshoz hajló cerkusz (potrohfüggelék) között. A nőstény tojócsöve kissé felfelé ível, a vége fogazott.
Éneke hangos és feltűnő. Három szakasza kb. fél percig tart. Az első és utolsó szakaszok hangos kerepelésből állnak, míg a középső egy sokkal gyorsabb, magas frekvenciájú zúgás, mely egy-egy pillanatra megszakad és az állat ilyenkor egy egyszeri magas és erős hangot hallat.

### Hasonló fajok
Kisebb példányait a tarszákkal (Isophya-fajok), a pókszöcskékkel (Poecilimon-fajok) és a málnaszöcske nőstényével lehet összetéveszteni.

## Elterjedése
Európában és Nyugat-Ázsiában honos a Pireneusoktól Dél-Franciaországon, Dél-Németországon és Észak-Olaszországon keresztül a Kárpát-medencében, a Balkánon és Kis-Ázsiában. Magyarországon szórványosan fordul elő, főleg a hegy- és dombvidékeken (pl. Alpokalja, Bakony, Keszthelyi-hegység, Mátra), az Alföldön ritka.

## Életmódja
Magas, változatos növényzetű, hűvösebb, üde gyepek, hegyi kaszálók és sziki erdőspuszta-rétek lakója 2500 méteres magasságig. Többnyire a gyepszint alsó részben tartózkodik. Kétszikű növényekkel táplálkozik. Kedvező körülmények között tömegesen elszaporodhat (ilyenkor a hímek egészen sötét színűek), ezért az 1950-es évekig kártevőként irtották. Mára - feltehetően a vegyszeres rovarirtás miatt - száma jelentősen visszaesett. Veszély esetén a sűrű fű között próbál elbújni; ha mégis észreveszik hangos kattanással ijeszti el támadóját.
Kifejlett egyedeivel május közepétől szeptemberig találkozhatunk. Párzási időszakban a hímek gyakran magasabb növényekre, fűszálakra másznak fel, hogy onnan énekeljenek. A nőstény a talajba rakja a petéit, amelyek legalább kétszer (de akár négyszer is) áttelelnek és utána korán, március végén, április elején kikelnek belőlük a lárvák.
Magyarországon védett, természetvédelmi értéke 5000 Ft.

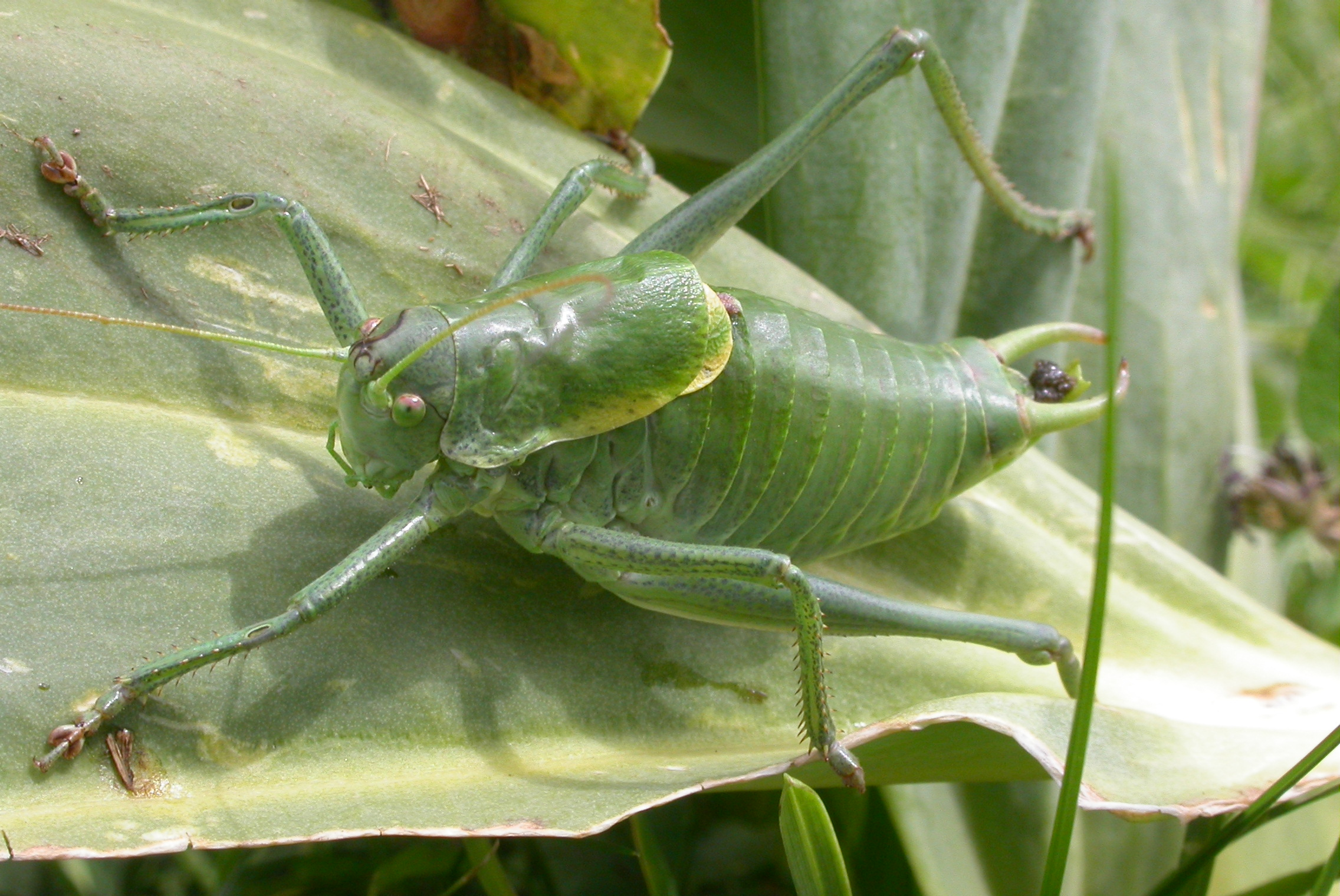
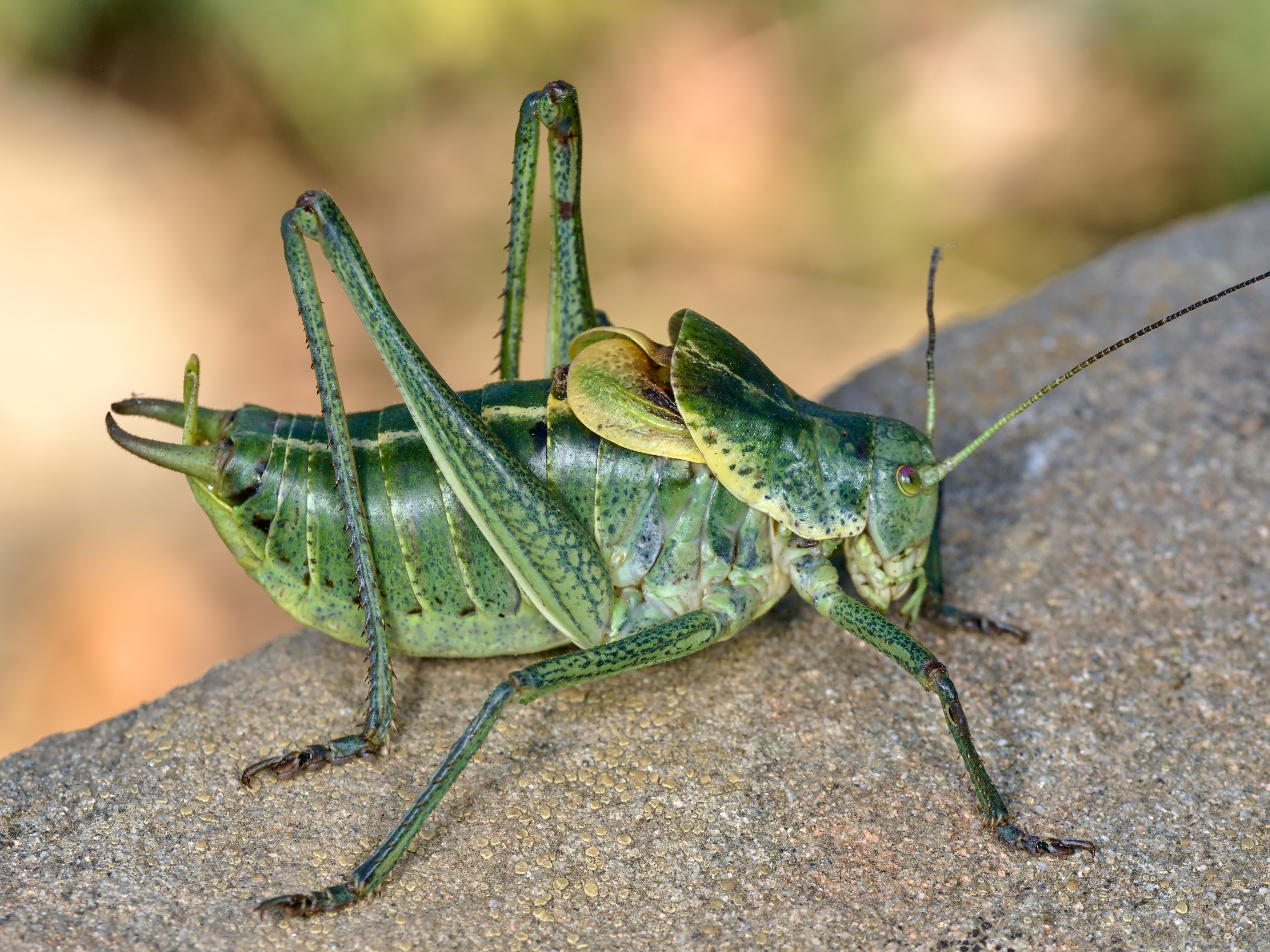
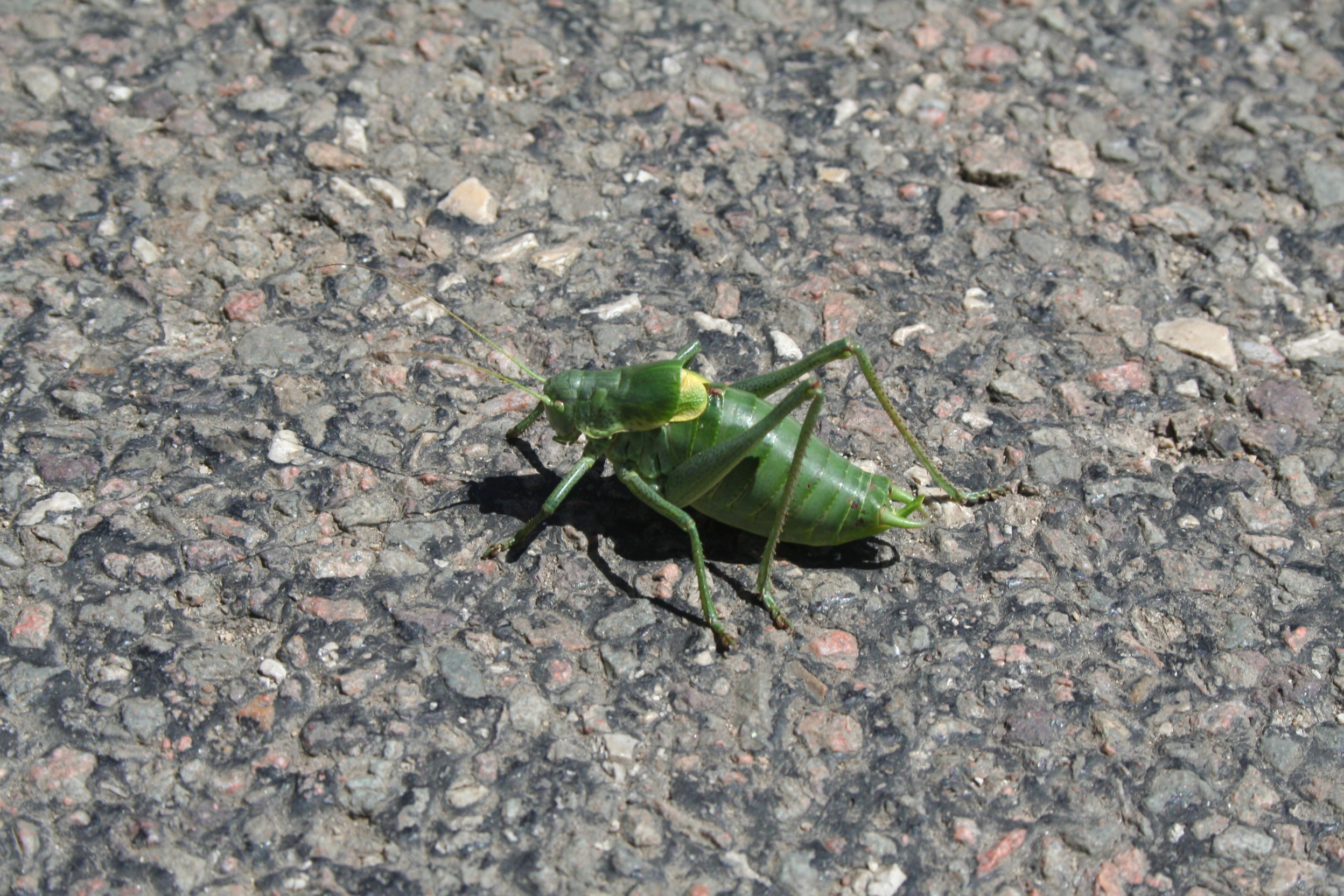
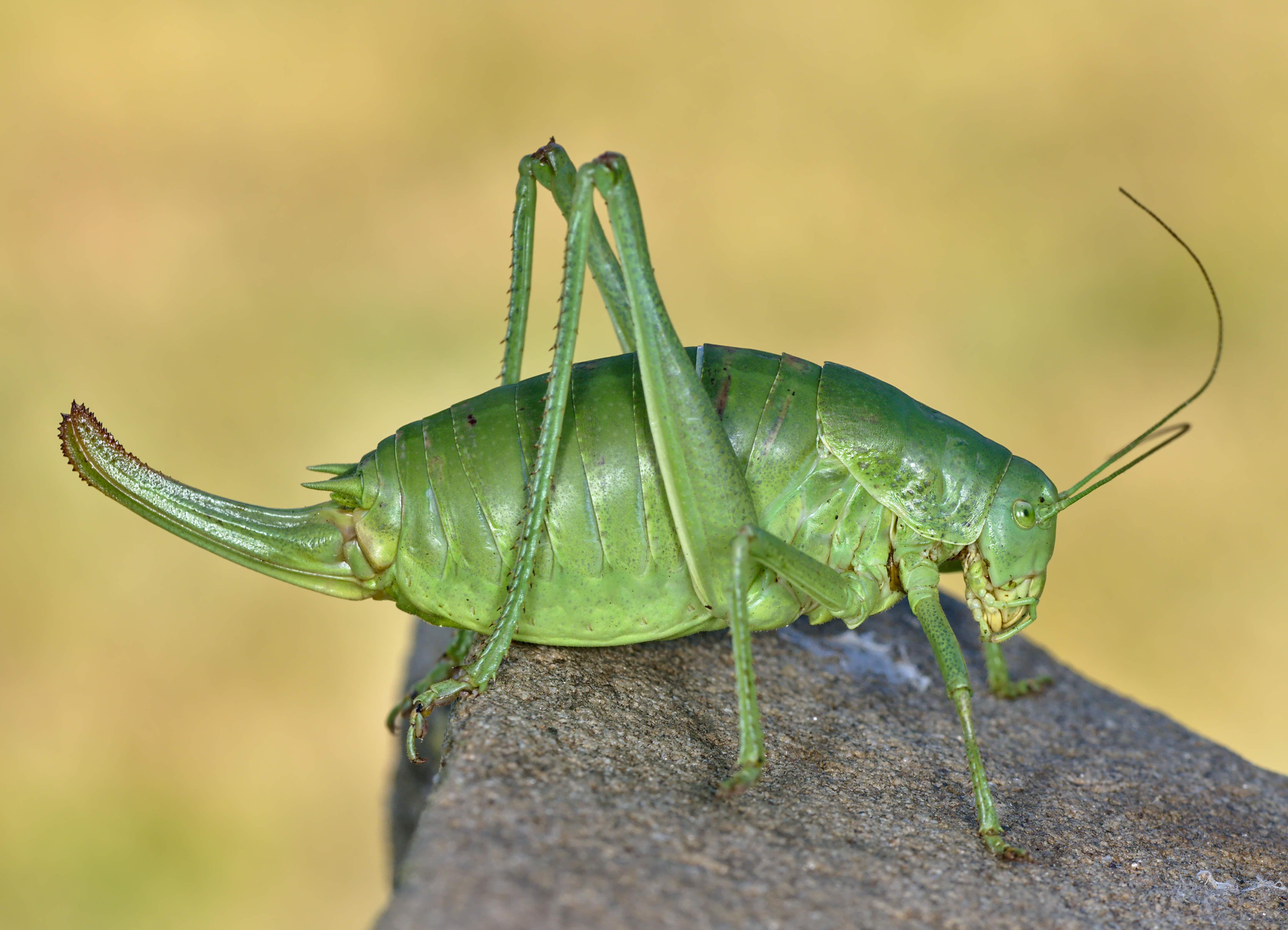